# Tamara Baroni
Tamara Baroni (Parma, 3 gennaio 1947 – Natal, 28 dicembre 2022) è stata un'attrice e modella italiana.

## Biografia
Dopo aver iniziato la propria carriera in giovane età come modella e indossatrice, venne eletta Miss Cinema Emilia. Nel 1967 partecipò a Miss Italia, dove vinse la fascia di Miss Eleganza. Nello stesso anno partecipò a Miss Mondo, collocandosi nella top 15. Acquisita notorietà, iniziò a recitare in teatro e soprattutto nel cinema. Fece scalpore la sua relazione con l'industriale Pierluigi Bormioli, conosciuto alla fine degli anni 60. Quando un malavitoso cercò di investire la moglie di Bormioli, Maria Stefania Balduino Serra, la Baroni fu accusata quale mandante di tentato omicidio: trascorse 46 giorni in prigione prima di essere assolta.
Durante il periodo di attività come attrice, sia per le sue vicende personali che per la sua avvenenza, divenne un personaggio molto presente nelle cronache. Alla fine degli anni 70 la rivista Zip allegò a un numero una bustina contenente – stando a quanto dichiarato – una ciocca dei suoi capelli: la tiratura passò da 40 mila a 300 mila copie. Fu modella di Playmen nel 1970.
Trasferitasi in Brasile, dove visse per diversi decenni fino alla morte, diresse una scuola di equitazione, pubblicò un libro di poesie in lingua portoghese, Constelaçâo mulher ("Costellazione donna"), ed entrò a far parte dell'Academia das letras ("Accademia delle lettere"). Scrisse anche un'autobiografia ma, non trovando alcun editore interessato, nel 2010 la inserì sul suo blog.

## Vita privata
Sposatasi diciottenne con Giuseppe Bertelli, l'anno dopo divenne per la prima volta madre; questo matrimonio fu annullato qualche anno dopo dalla Sacra Rota. Ebbe un secondo marito, il compositore Iller Pattacini, dal quale poco dopo divorziò. Legatasi nel 1987 a Gianni Garbellini, poi scomparso nel 2014, si trasferì con lui in Brasile e gli diede tre figli, Ciro, Sara e Marco. È morta nel 2022, dopo una breve malattia, nella sua casa di Natal.

## Filmografia
- Vacanze sulla Costa Smeralda, regia di Ruggero Deodato (1968)
- Le nipoti della colonnella (Die Nichten der Frau Oberst), regia di Erwin C. Dietrich (1968)
- I traumatizzati del sesso (Die Nichten der Frau Oberst. 2. Teil - Mein Bett ist meine Burg), regia di Erwin C. Dietrich (1969)
- Una storia d'amore, regia di Michele Lupo (1969)
- Visone nero su pelle morbida (Schwarzer Nerz auf zarter Haut), regia di Erwin C. Dietrich (1970)
- Gatta pericolosa (Champagner für Zimmer 17), regia di Erwin C. Dietrich (1970)
- Un uomo chiamato Dakota, regia di Mario Sabatini (1972)
- Il prode Anselmo e il suo scudiero, regia di Bruno Corbucci (1973)

## Teatro
- Le mani sporche
- Mi è caduta una ragazza nel piatto
- Medico delle donne
- Cosa m'importa se il mondo mi rese fatal?!
- Zoo di vetro